# Elke Büdenbender
Elke Büdenbender (* 14. ledna 1962 Siegen) je německá právnička, od března 2017 první dáma Německa z titulu manželky prezidenta republiky Franka-Waltera Steinmeiera.

## Život
Büdenbender pochází z katolické rodiny ze Siegerlandu a vyrůstala v Netphenu. Její otec byl truhlář a matka učitelka. Jako první dítě v rodině vystudovala univerzitu.
V roce 1985 začala studovat právní vědy na Univerzitě Justuse Liebiga v Gießenu. Během studia se seznámila s Frankem-Walterem Steinmeierem, za kterého se v roce 1995 provdala. Společně mají dceru, která se narodila v roce 1996. Během své právní praxe, kterou zahájila v Hannoveru, absolvovala stáž na německém velvyslanectví ve Washingtonu, D.C. Po ukončení právní praxe v roce 1994 nastoupila na místo správní soudkyně u správního soudu v Hannoveru.
Dne 24. srpna 2010 jí byla transplantována ledvina, kterou jí daroval její manžel. Po manželově zvolení prezidentem přestala vykonávat funkci soudkyně. V lednu 2022 oznámila, že by se ráda vrátila k práci soudkyně na částečný úvazek.
Od dubna 2017 je patronkou UNICEF v Německu. Od 1. ledna 2023 je členkou správní rady Německé nadace pro léčbu mozkové mrtvice.

## Dílo
- BÜDENBENDER, Elke. Welt der Frauen: von Worten und Taten, die für uns alle gut sind. Mnichov: [s.n.], 2021. ISBN 978-3-945543-93-1. (německy)
- BÜDENBENDER, Elke; NAGEL, Eckhard. Der Tod ist mir nicht unvertraut: ein Gespräch über das Leben und das Sterben. Berlín: Ullstein, 2022. ISBN 978-3-550-20211-7. (německy)

## Vyznamenání
- Finsko: Velkokříž Řádu bílé růže (2018)
- Island: Velkokříž Řádu islandského sokola (2018)
- Itálie: Rytířka velkokříže Řádu zásluh o Italskou republiku (2019)[9]
- Lotyšsko: Komturka velkokříže Řádu tří hvězd (2019)[10]

- Dánsko: Dáma velkokříže Řádu Dannebrog (2021)
- Nizozemsko: Dáma velkokříže Řádu koruny (2021)
- Švédsko: Komandérka velkokříže Řádu polární hvězdy (2021)
- Španělsko: Dáma velkokříže Řádu Isabely Katolické (2022)[11]